# Faverelles
Faverelles ist eine französische Gemeinde mit 175 Einwohnern (Stand: 1. Januar 2022) im Département Loiret in der Region Centre-Val de Loire. Sie gehört zum Arrondissement Montargis und ist Teil des Kantons Gien. Die Einwohner werden Faverellois genannt.

## Geografie
Faverelles liegt etwa 79 Kilometer südöstlich von Orléans am Fluss Cheuille. Nachbargemeinden von Faverelles sind Batilly-en-Puisaye im Norden und Nordwesten, Lavau im Osten, Arquian im Südosten, Annay im Süden sowie Thou im Westen.

## Bevölkerungsentwicklung
| Jahr                       | 1962 | 1968 | 1975 | 1982 | 1990 | 1999 | 2006 | 2018 |
| Einwohner                  | 223  | 201  | 187  | 182  | 172  | 198  | 167  | 156  |
| Quellen: Cassini und INSEE |      |      |      |      |      |      |      |      |

## Sehenswürdigkeiten

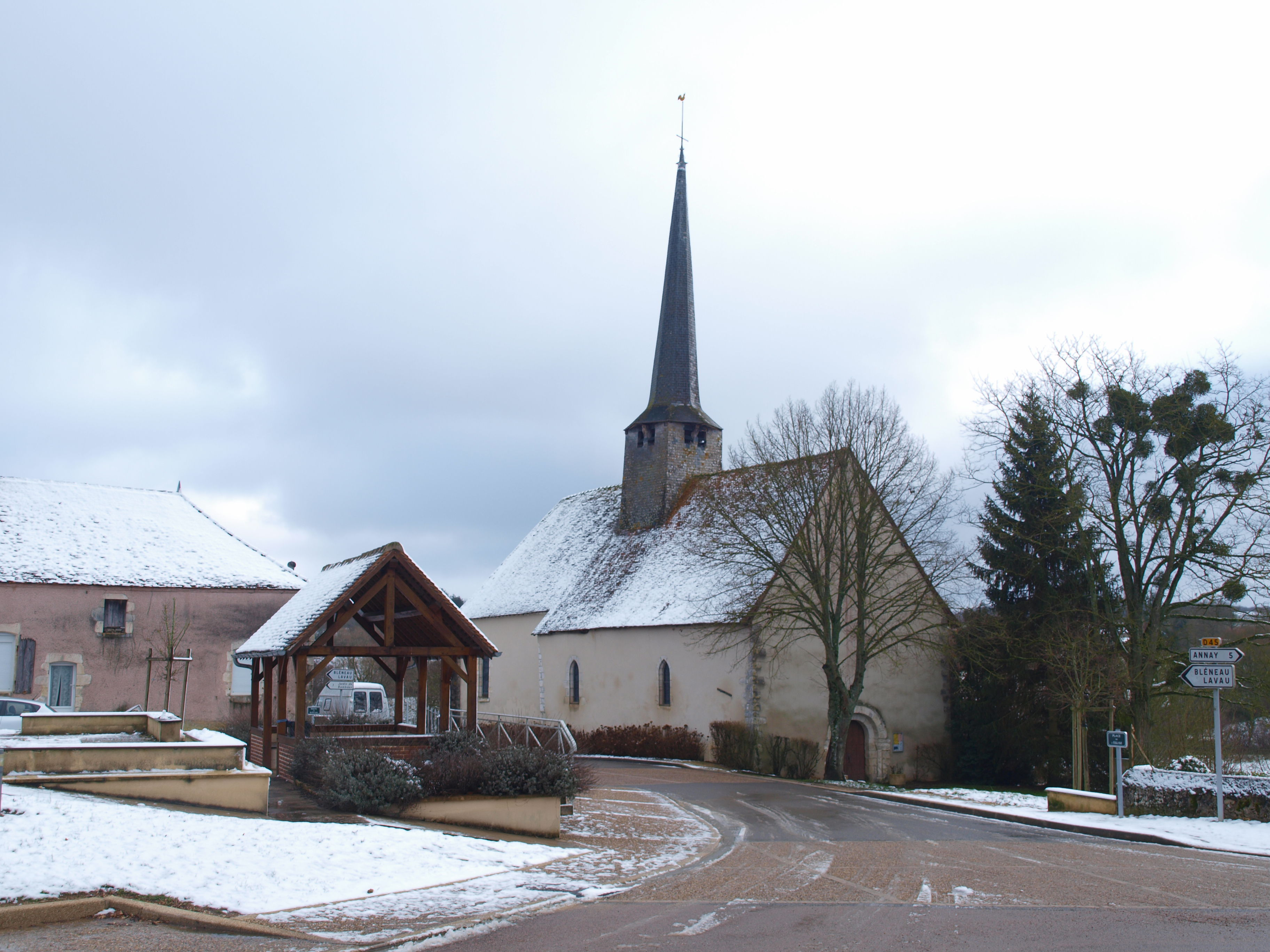
Kirche Saint-Antoine

- Kirche Saint-Antoine
- Schloss Le Puy